# Registro Nacional de Gravações

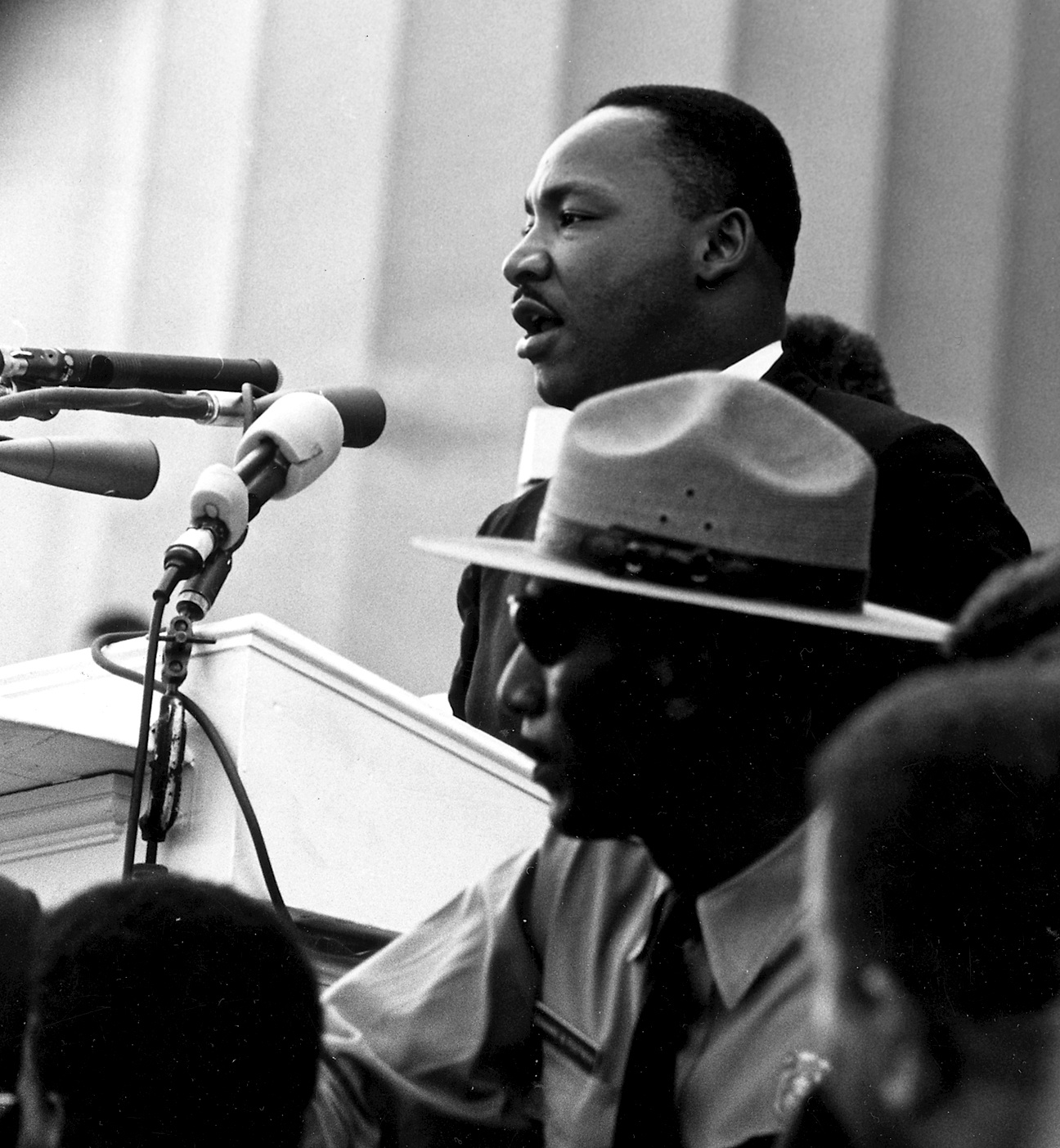
O discurso Eu Tenho um Sonho, de Martin Luther King Jr., foi uma das cinquenta gravações adicionadas no primeiro ano de existência do Registro Nacional.

Registro Nacional de Gravações é uma lista de gravações sonoras que "são culturalmente, historicamente ou esteticamente importantes e / ou informam ou refletem a vida nos Estados Unidos". O registro foi estabelecido pela Lei Nacional de Preservação do Registro de 2000, que criou o Conselho Nacional de Preservação do Registro, cujos membros são indicados pelo Bibliotecário do Congresso. As gravações preservadas no Registro Nacional de Gravações dos Estados Unidos formam um registro de gravações selecionadas anualmente pelo National Recording Preservation Board para preservação na Biblioteca do Congresso.
O National Recording Preservation Act de 2000 estabeleceu um programa nacional para proteger o patrimônio de gravação de som da América. A lei criou o Registro Nacional de Gravações, o Conselho Nacional de Preservação de Gravações e uma fundação para levantar fundos. O objetivo do Registro é manter e preservar gravações de som e coleções de gravações de som que sejam culturalmente, historicamente ou esteticamente significativas. A partir de 2002, o National Recording Preservation Board selecionou gravações nomeadas a cada ano para serem preservadas.
Cada uma das primeiras quatro listas anuais tinha 50 seleções. Desde 2006, 25 gravações foram selecionadas anualmente. Em 2019, um total de 550 gravações foram preservadas no Registro. A cada ano civil, as indicações públicas são aceitas para inclusão na lista de seleções daquele ano, que são anunciadas na primavera seguinte.
Cada lista anual normalmente inclui algumas gravações que também foram selecionadas para inclusão no acervo da coleção audiovisual do Arquivo Nacional. As gravações do Registo Nacional de Gravações que são de natureza política tendem a sobrepor-se ao acervo audiovisual do Arquivo Nacional. A lista mostra itens sobrepostos e se o Arquivo Nacional possui um original ou uma cópia da gravação.

## Critérios de seleção
Os critérios de seleção são:
- As gravações selecionadas para o Registro Nacional de Gravações são "culturalmente, historicamente ou esteticamente significativas" e/ou informam ou refletem a cultura dos Estados Unidos.
- As gravações não serão consideradas para inclusão no Registro Nacional de Gravações se não houver uma cópia da gravação.
- Nenhuma gravação é elegível para inclusão no Registro Nacional de Gravações até dez anos após a criação da gravação.